# ساكناوات الحقل
ساكناوات الحقل أو الأرفيكولاوية (الاسم العلمي: Arvicolini) هي قبيلة من الثدييات تتبع فصيلة القدادية من الرتبة القوارض.

## أجناس ساكناوات الحقل
- ساكن الحقل
- العكبر